# Chloris
För släktet Chloris se grönfinkar

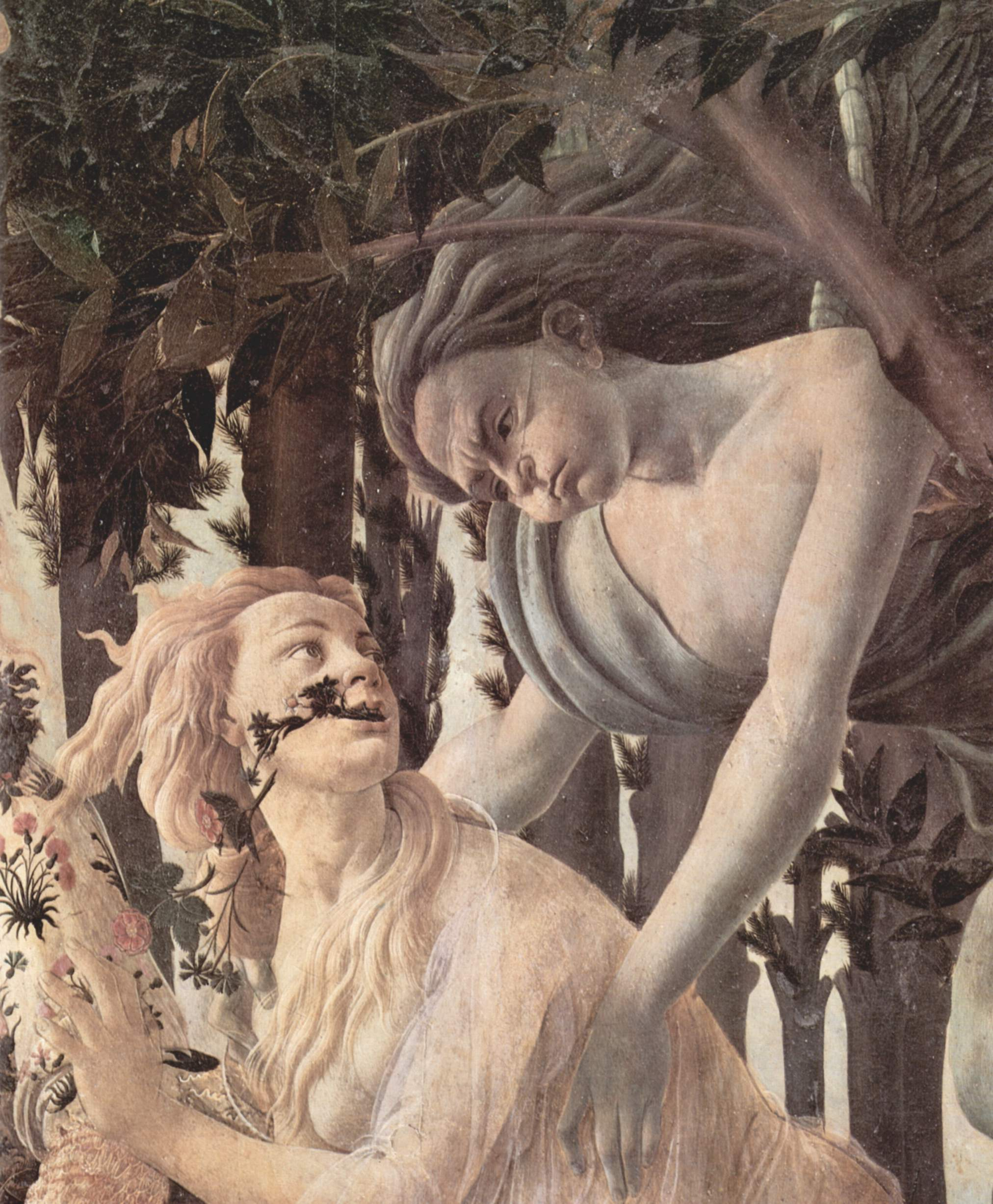
Chloris förföljs av västanvinden Zefyros. Detalj från Sandro Botticellis målning La Primavera ("Våren"), c:a 1485-1487.

Chloris ("den ljusgröna" eller "bleka"), var i grekisk mytologi dotter till kung Amphion av Thebe och drottning Niobe. Hon var gift med kung Neleus av Pylos  och hade med honom bland annat sonen Nestor. Hon var den enda av Amphions barn som skonades när Apollon och Artemis med sina pilar dödade dessa. Hon sägs förut ha hetat Meliboea, men erhållit namnet Chloris, då hon bleknade av fasa vid åsynen av syskonens död.
Chloris var ursprungligen namnet på växtlighetens gudinna, hustru till Zefyros, och som i  Romerska riket motsvaras av Flora.